# Vodní nádrž Orlík
Vodní nádrž Orlík je přehradní nádrž, součást Vltavské kaskády v jižních a středních Čechách. Byla vybudována v letech 1954–1961 a přehradila tok řeky Vltavy u Solenice na Příbramsku. S rozlohou 25,5 km² jde o druhou největší přehradní nádrž a o druhou největší vodní plochu na území České republiky. Délka vzdutí dosahuje 68 km, zasahuje i do toku Otavy a Lužnice. Nese jméno zámku Orlík, který kdysi vystupoval na skále nad hlubokým údolím Vltavy a dnes se nachází jen pár metrů nad hladinou přehradního jezera. 
Přehrada byla postavena pro nalepšování průtoků vody, ochranu před povodněmi i odběr užitkové vody. Orlík je využíván pro lodní dopravu a je významnou lokalitou pro rekreaci a vodní sporty. Součástí přehrady je vodní elektrárna s celkovým instalovaný výkonem 364 MW.

## Výstavba
Přípravné stavební práce budoucího vodního díla Orlík začaly již v roce 1954, a to dříve, než projekt byl oficiálně schválen tehdejší vládou. Během stavby se denně střídalo přes 1 500 dělníků a samotná stavba si vyžádala 2 oběti. Vzniklému umělému jezeru muselo ustoupit 14 mlýnů, velký počet pil a 650 obytných a hospodářských staveb. Pro výstavbu přehrady byla vybudována dlouhá železniční vlečka z Tochovic.
Po stavební stránce byla přehrada dokončena a slavnostně uvedena do provozu 22. prosince 1961 , 8 měsíců před stanoveným termínem dokončení. Poslední, IV. turbína vodní elektrárny byla spuštěna 10. dubna 1962.

### Zatopené vesnice a osady
V průběhu výstavby vodního díla Orlík byly zatopeny následující vesnice a osady:

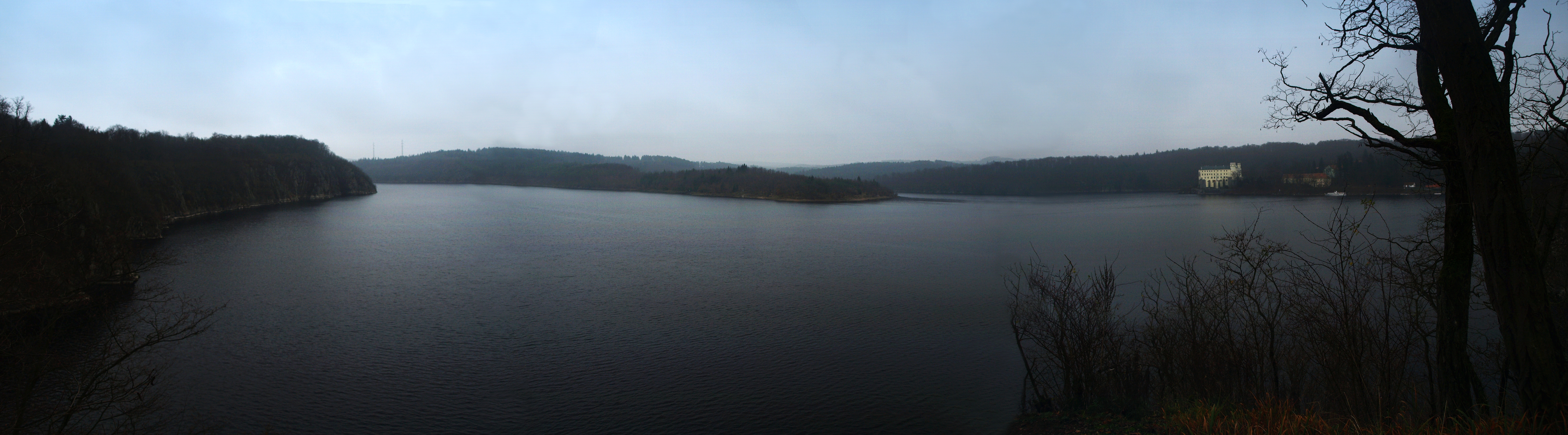
Panorama Orlické přehrady

| - Orlické Zlákovice - Zbenické Zlákovice - Těchnice - Korce - Kořensko - Lavičky - Horní Lipovsko - Dolní Lipovsko | - Podskalí - Radava - Velký Vír - Žďákov - Letoštice - Podolsko - Červená - Saník |

## Technická data
Těleso přehrady Orlík je v řetězu vltavských přehrad největší, nejvyšší a nejmohutnější. Její 450 m dlouhá betonová tížní hráz dosahuje v koruně výšky 91 m. Vzdutí je dlouhé na Vltavě 68 km, na Otavě 23 km a na Lužnici 7 km.[zdroj?] Největší hloubka je 74 m. Objemem zadržené vody se nádrž Orlík řadí na první místo v Česku. Stálý objem nádrže, určený kótou 330,0 m, činí 280 mil. m³. Zásobní objem je 374,5 mil. m³, z toho využitelný zásobní objem po kótu 351,6 m představuje 85 mil. m³. Ochranný objem nad touto úrovní činí 62,1 mil m³ s maximální hladinou na úrovni 354,0 m nad mořem. Celkový maximální teoretický objem vody tak může dosáhnout 716,6 mil. m³.

### Vodní elektrárna
Vodní elektrárna je umístěna v levé části řeky u paty betonové hráze. Do provozu byla uvedena v letech 1960–61 a celkový instalovaný výkon činí 364 MW. Plného výkonu je elektrárna schopna dosáhnout za 2 minuty a plní důležitou roli při stabilizaci elektrické sítě.

## Povodně 2002
Povodeň v srpnu 2002 znamenala pro Vodní nádrž Orlík velkou zkoušku. Těleso přehradní nádrže přečkalo tuto povodeň bez poškození s výjimkou elektrárny, která byla vyplavena vlnami vody ze spádu z přelivů. Vlny zničily také příjezdovou cestu k elektrárně a most pro pěší v Solenicích, proud vymlel přilehlé břehy pod přehradou a poškodil i lodní zdvihadlo. V průběhu první vlny povodně dne 8. srpna 2002 se přítok do nádrže zvýšil na úroveň 1700 m³ za sekundu a volná kapacita nádrže se díky tomu zcela vyčerpala. Do nástupu druhé vlny se podařilo díky zvýšenému odtoku uvolnit 104 milionů m³ prostoru. Přítok se v následujících dnech snížil asi na 620 m³ za sekundu. Druhá vlna povodně dorazila 11. srpna a velmi rychle zvýšila úroveň přítoku až na rekordních 3900 m³ za sekundu, což odpovídá hodnotě tisíciletého průtoku (Q1000). Kapacita nádrže se postupně vyčerpala a došlo tak k nekontrolovatelnému odtoku s průtokem asi 3100 m³ za sekundu. Nejvyšší hladina 355,17 m n. m. byla dosažena dne 14. srpna ve 4.00 hod. Kulminační průtok se podařilo snížit asi o 800 m³ za sekundu.

## Orlické vraždy
Popularitu Orlické přehrady zvýšily tzv. Orlické vraždy. Skupina pěti sériových vrahů v letech 1991–1993 za účelem peněžního zisku zavraždila pět lidí, vesměs podnikatelů, a těla obětí většinou ukrývali do sudů, do nichž nalili louh a shodili je do Orlické přehrady. Autorem tohoto nápadu byl Karel Kopáč. Prozkoumávání dna bylo zahájeno 10. července 1995. Zpočátku vyšetřování byla vytvořena krycí historka o čištění dna přehrady. Po několika dnech byly nalezeny dva sudy s lidskými ostatky a tělo zabalené v pletivu. Třetí tělo bylo později policejními potápěči nalezeno na dně přehrady zabalené do role pletiva. V roce 2005 natočil režisér Jiří Svoboda na náměty těchto událostí film Sametoví vrazi.
V září 2006 objevili lidé v přehradě u vsi Chrást mrtvolu jednačtyřicetiletého zavražděného muže z Českobudějovicka. Muž měl ruce i nohy svázané.
V červnu 2007 nalezli lidé u obce Vlastec vyplavené tělo 53letého muže, kterému předtím manželka namíchala do jídla uspávací prostředky a s neznámým komplicem ho zabila.
V červnu 2008 objevili rybáři na hladině nádrže u Červené nad Vltavou ostatky ženy v plastové truhle. Mrtvola byla zabalená v igelitu, ruce měla svázané drátem. Policie předpokládala, že mělo jít o tělo Marcely Sekáčové, za jejíž smrt byl dosud nepravomocně na šest let odsouzen její milenec, lékař Vladimír Mikuš, přestože v době rozsudku nebylo tělo ještě nalezeno.
Trest pro pachatele byl po odvolání zvýšen na 14 let odnětí svobody.
Další mrtvolu našli policisté v dubnu 2014 při pátrání po jiné pohřešované osobě nedaleko hradu Zvíkov. Tělo muže podle nich bylo ve vodě nejméně dva roky a bylo omotáno řetězem, který byl u dna ukotven podstavcem přenosné dopravní značky. Identifikace však byla obtížná, protože v databázi pohřešovaných lidí bylo tou dobou přes 1000 osob, které odpovídaly věku a výšce nalezeného.
Při pátrání po pohřešovaném muži v březnu 2021 našli policejní potápěči další torza dvou lidských těl ve značném stadiu rozkladu. Identifikace těl probíhá.
V roce 2010 u příležitosti 50. výročí přehrady ji iDnes.cz nazvala „přehradou s krvavou pověstí“, resp. „s nejhorší pověstí“.

## Záměry
V květnu 2014 ČTK publikovala zprávu, že Stavební fakulta ČVUT v Praze zpracovávala pro Povodí Vltavy studii o možnostech prevence povodňových škod, aby Povodí Vltavy s. p. na jejím základě přineslo možné varianty do veřejné diskuse a navrhlo nějaké řešení. Studie měla být hotova do konce roku 2014. V jedné z krajních teoretických variant počítala s tím, že by byla orlická nádrž vypuštěna a sloužila by jako suchý poldr. Studie zkoumala, zda vltavská kaskáda může trvale snížit hladinu některých přehrad, aniž by byly ohroženy ostatní funkce kaskády, tedy udržování splavnosti řeky na dolním toku, zásobování průmyslových podniků a zemědělství vodou, udržení kvality vody ve Vltavě a dodržení požadavků na výrobu elektřiny. Kvůli své největší rozloze byla Orlická přehrada vybrána ze tří největších nádrží jako nejvhodnější pro vypuštění. Starosta Orlíku Jiří Štrajt vyjádřil obavu, že by dno bylo jednou velkou žumpou a „kdoví, co by se tam všechno našlo“. Rekultivace by si vyžádala obrovské náklady a chataři, rybáři, turisté, z nichž jsou živi místní obchodníci a ubytovatelé a potažmo obce, by krajinu opustili. Provozovatel lodní společnosti Quarter Jindřich Hospaska uvedl, že si vypuštěnou přehradu vlastně umí představit, protože „v tomhle státě je možné všechno“.
V letech 2024 až 2030 proběhne modernizace elektrárny s tím, že z vodní elektrárny Orlík vznikne přečerpávací vodní elektrárna.

## Doprava
Hlavní silnice z Tábora směrem na Písek a Plzeň překonávají jezero přes Podolský a Žďákovský most. Silnice z Milevska do Mirotic překonává přehradní nádrž u Zvíkova dvojicí mostů přes Vltavu a Otavu. Po koruně hráze vede silnice spojující Milešov s oblastí Příbramska. Údolí také překonává Schwarzenberský železniční most na trati Tábor–Ražice z roku 2024, který nahradil starý železniční most z roku 1889.
Na přehradním jezeře je zejména v letních měsících provozována lodní doprava, která spojuje turisticky zajímavá místa umístěná téměř po celé délce jezera. Součástí stavby přehrady bylo i lodní zdvihadlo pro lodě o výtlaku do 300 t, to však nebylo dokončeno.

## Zajímavost
Na dně přehrady dosud stojí zatopený bývalý kostel sv. Štěpána v Těchnicích.

## Galerie

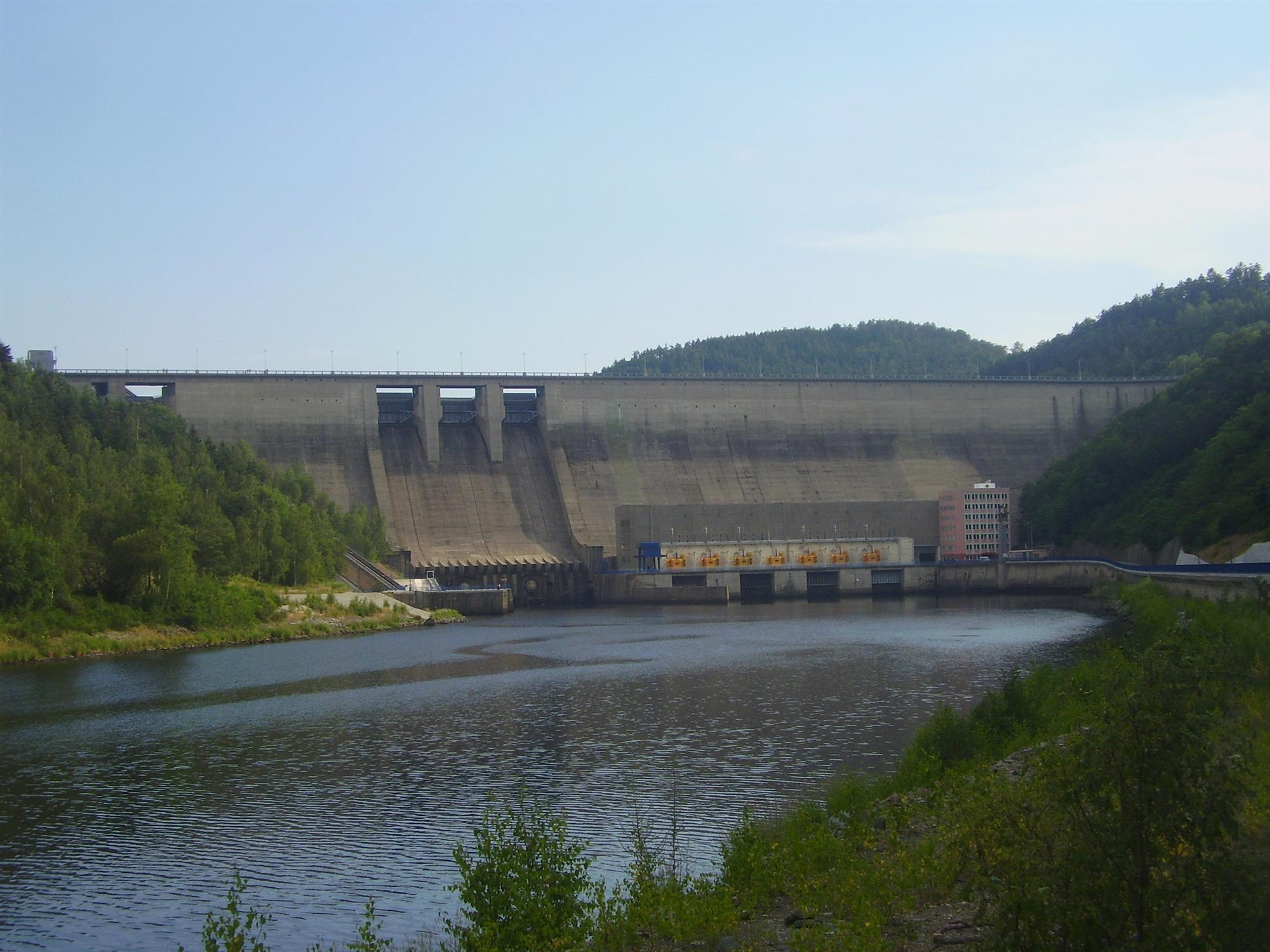
Pohled na přehradní hráz
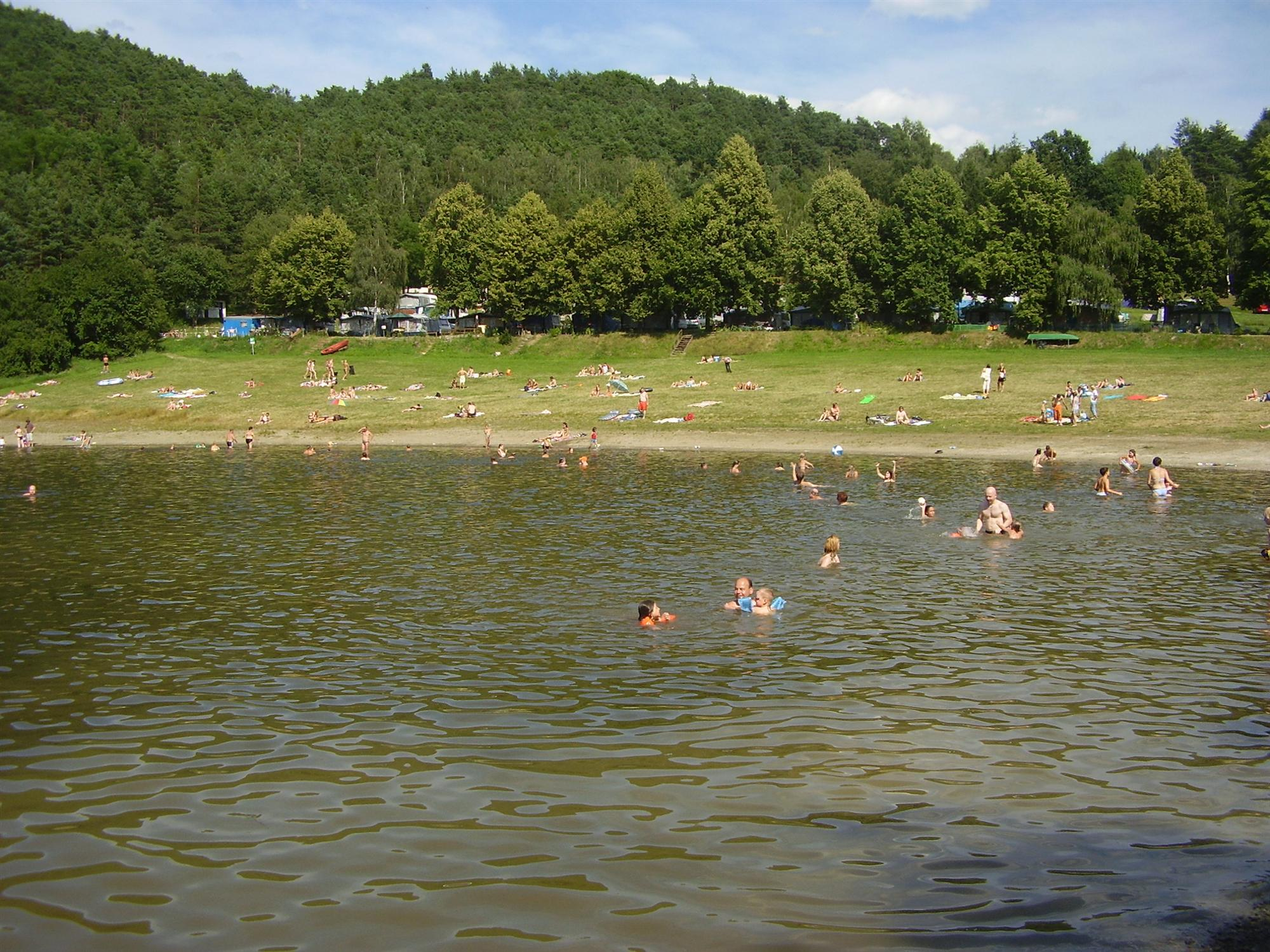
Pláž kempu Popelíky z výběžku cca 500 metrů od hráze
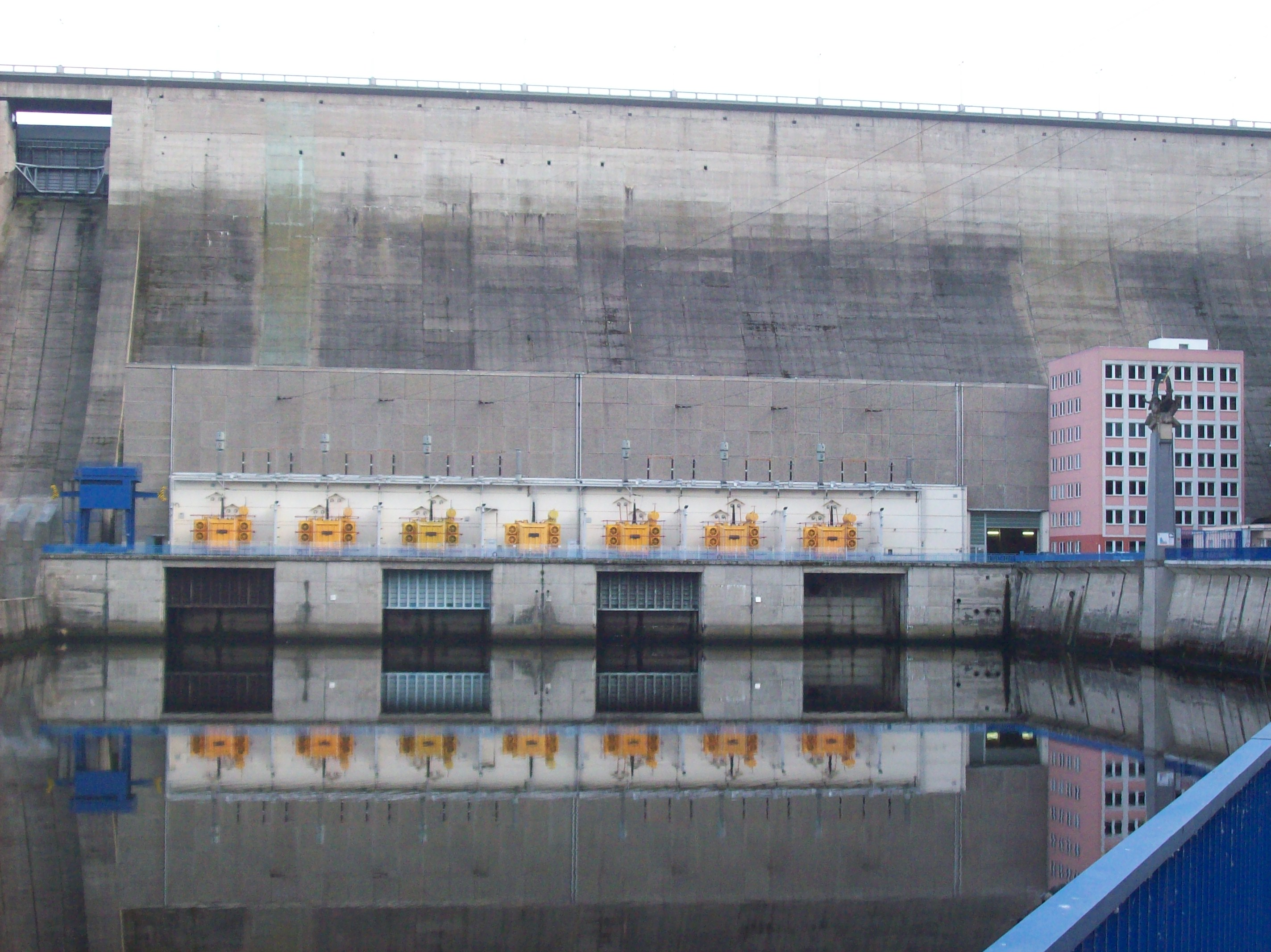
Detailní pohled na elektrárnu
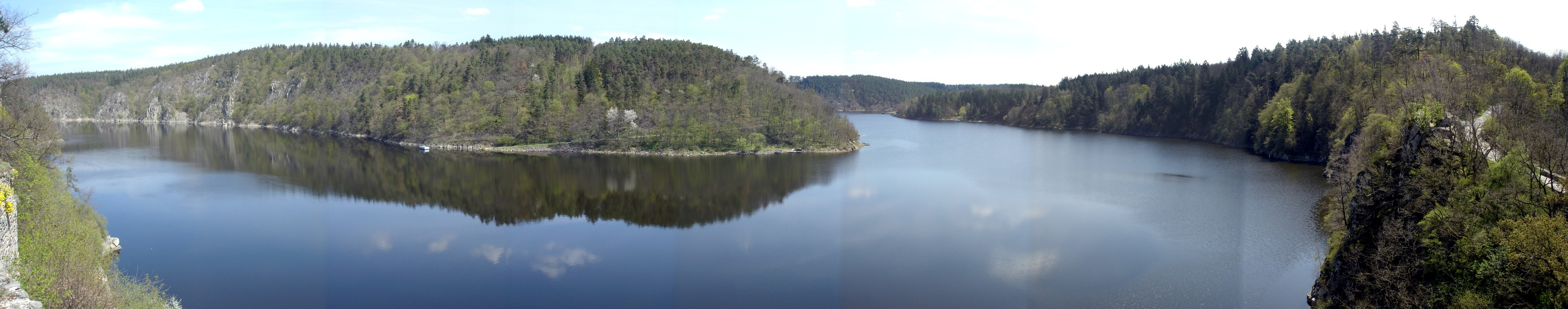
Vodní nádrž Orlík – soutok Vltavy a Otavy, pohled od hradu Zvíkov

## Knihy
- FRYŠ, Josef. Spoutaná řeka - Zrození orlické přehrady. Obrazová publikace o stavbě hráze orlické přehrady včetně přípravných prací, povodni 2002 a plánovaných projektech. Vydalo nakladatelství Universum 2020. 144 stran. ISBN 978-80-242-6916-0
- FRYŠ, Josef: Vltavská kaskáda - Nový život staré řeky. Obrazová publikace o stavbě, historii i současnosti všech devíti vodních děl Vltavské kaskády. Vydalo nakladatelství Universum 2022. 272 stran. ISBN 978-80-242-8511-5, str. 83-118.